# Basque
Basque (franska för "skört" eller "baskisk kjol") var från början en beskrivning av det vadderade, rutstickade livstycket/dräktlivet, daterat 1532.
På 1830- och 1840-talet motsvarade det (benämnt som baskiskt bälte) ett korsettliknande brett tygbälte. Det bars ibland av män för att skapa ett utseende med getingmidja.
Ursprungligen var basque detsamma som det figurformande dräktlivet i damkläder, med litet skört. 
Idag betecknar basque en korselett eller bustier som går ned över höften, med snörning bak eller fram.